# A.G. Rålins Orgel- & Pianofabrik
A.G. Rålins Orgel- & Pianofabrik var ett företag som tillverkade harmonier och pianon i Ånimskog, Åmål mellan 1885 och 1935. Ingick från och med 1918 i AB Förenade Piano- och Orgelfabriker.
Företaget grundades av Anders Gustaf Rålin (1847–1906).

## Priser
- 1891 – Silvermedalj vid industriutställningen i Göteborg.
- 1897 – Silvermedalj vid industriutställningen i Stockholm.